# سدر سرو ۸۶۵۷
سیارک ۸۶۵۷ (به انگلیسی: 8657 Cedrus، نامگذاری:1990QE9) هشت هزار و ششصد و پنجاه و هفتمین سیارک کشف شده‌است که در ۱۶ اوت ۱۹۹۰ کشف شد.
قدر مطلق سیارک برابر ۱۳٫۵۰ است.